# 레드랩게임즈
(주)레드랩게임즈는 게임업계 20년 이상의 성공 경험이 풍부한 베테랑들이 설립한 MMORPG 전문 게임 회사이다.
'World Wide K-RPG'를 통한 글로벌 Top Level MMORPG 게임 회사를 지향한다.
대표자는 신현근이며, 레드랩게임즈의 총괄 경영과 모바일 및 온라인 MMORPG 게임 개발 및 주요 사업을 이끌고 있다.

## 연혁
- 2025년 6월: 웹3 MMORPG '롬: 골든 에이지(ROM: Golden Age)' 글로벌 쇼케이스 개최 및 사전예약 시작
- 2024년 11월: MMORPG `롬(ROM: Remember Of Majesty)` 구글 플레이 베스트 오브 2024       어워드 수상
- 2024년 5월: 고용노동부 강소기업 인증
- 2024년 02월 27일: 롬: 리멤버 오브 마제스티 글로벌 서비스 정식 출시
- 2024년 01월 23일: 롬: 리멤버 오브 마제스티 글로벌 베타 테스트(GBT) 진행

- 2023년 06월: FI 투자 유치(스마일게이트인베스트먼트, 미래에셋벤처투자, 데브시스터즈벤처스, 유니온투자파트너스)
- 2023년 06월: 카카오게임즈 글로벌 서비스 공동 사업 계약 체결

- 2022년 12월: 성과공유기업 인증(주식선택매수권)

- 2022년 10월: 벤처기업 인증

- 2022년 07월: 카카오게임즈 전략적 투자 유치

- 2021년 10월: 글로벌 대형 게임사 Co-Founding 투자 유치

- 2021년 09월: 법인 공식 출범

## 서비스

### 게임 목록
크로스플랫폼
- 롬: 리멤버 오브 마제스티 2024년 2월 27일 출시
  - 롬: 리멤버 오브 마제스티 공식카페
  - 롬: 리멤버 오브 마제스티 유튜브 채널
  - 롬: 리멤버 오브 마제스티 카카오톡 채널
- 롬: 골든 에이지 2025년 3분기 출시 예정
  - 롬: 골든 에이지 티저사이트
  - 롬: 골든 에이지 위믹스 플레이 채널
  - 롬: 골든 에이지 유튜브 채널

1. 1 2  “레드랩게임즈 기업 정보”. 《게임잡》. 잡코리아. 2023년 12월 14일에 확인함.